# پاسای
پاسای (به لاتین: Pasay) یک منطقهٔ مسکونی در فیلیپین است که در کلانشهر مانیل واقع شده‌است.

## خصوصیات
پاسای ۱۸٫۶۴ کیلومترمربع مساحت دارد.

## خواهرخوانده
شهر ساکرامنتو، کالیفرنیا خواهرخواندهٔ پاسای هست.